# Kalina Mała (Natura 2000)

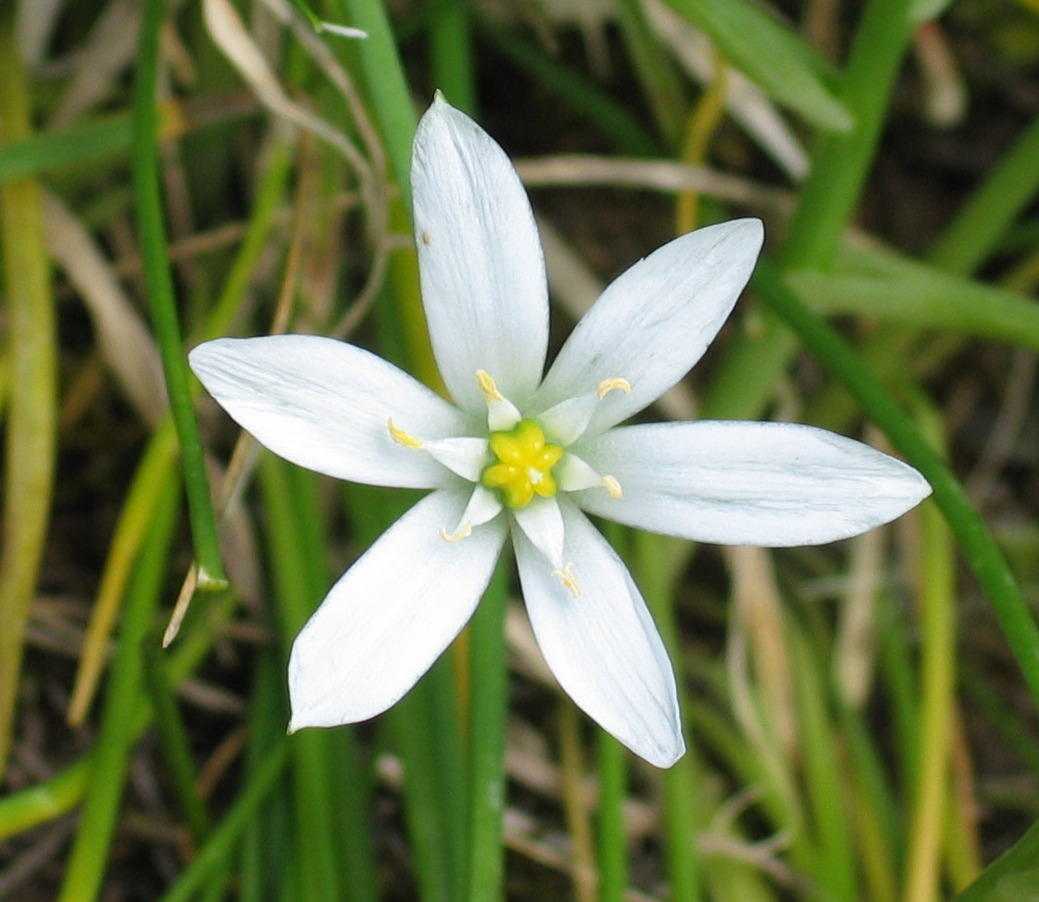
Śniedek baldaszkowaty

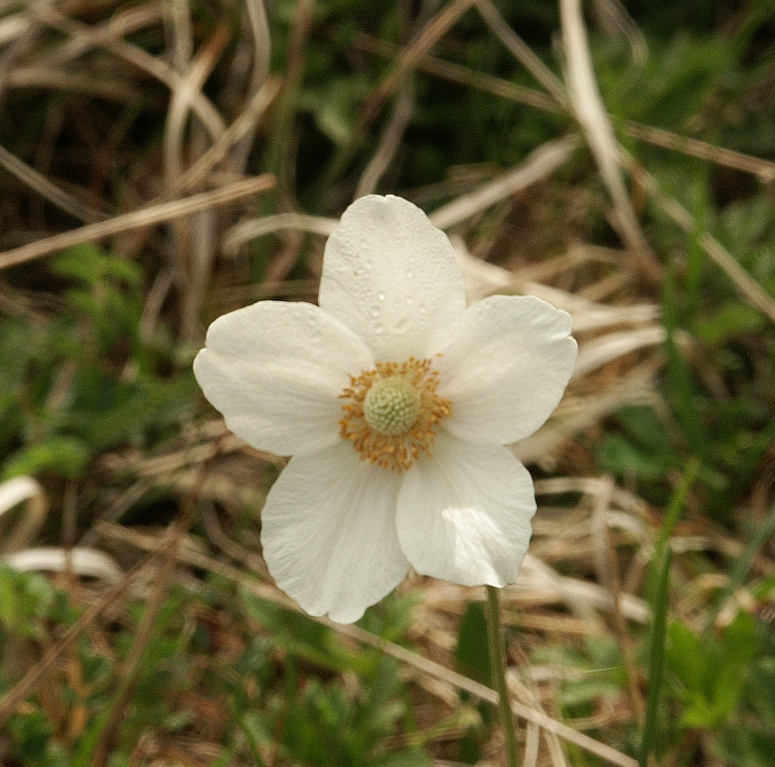
Zawilec wielkokwiatowy

Kalina Mała (PLH120054) – projektowany specjalny obszar ochrony siedlisk, aktualnie obszar mający znaczenie dla Wspólnoty, położony na Wyżynie Miechowskiej, na południe od Kaliny Małej, o powierzchni 25,64 ha.
W obszarze podlegają ochronie dwa siedliska z załącznika I dyrektywy siedliskowej:
- murawa kserotermiczna (Inuletum ensifoliae)
- grąd (Tilio-Carpinetum)

Dodatkowo, występują tu gatunki roślin objętych ochroną gatunkową lub zagrożonych:
- zawilec wielkokwiatowy (Anemone sylvestris)
- aster gawędka (Aster amellus)
- dzwonek syberyjski (Campanula sibirica)
- dziewięćsił bezłodygowy (Carlina acaulis)
- kruszyna pospolita (Frangula alnus)
- wilżyna bezbronna (Ononis arvensis)
- storczyk kukawka (Orchis militaris)
- śniedek baldaszkowaty (Ornithogalum umbellatum)
- podkolan biały (Platanthera bifolia)